# Plaza de la Provincia (Vitoria)
La plaza de la Provincia es un espacio público de la ciudad española de Vitoria.

## Descripción

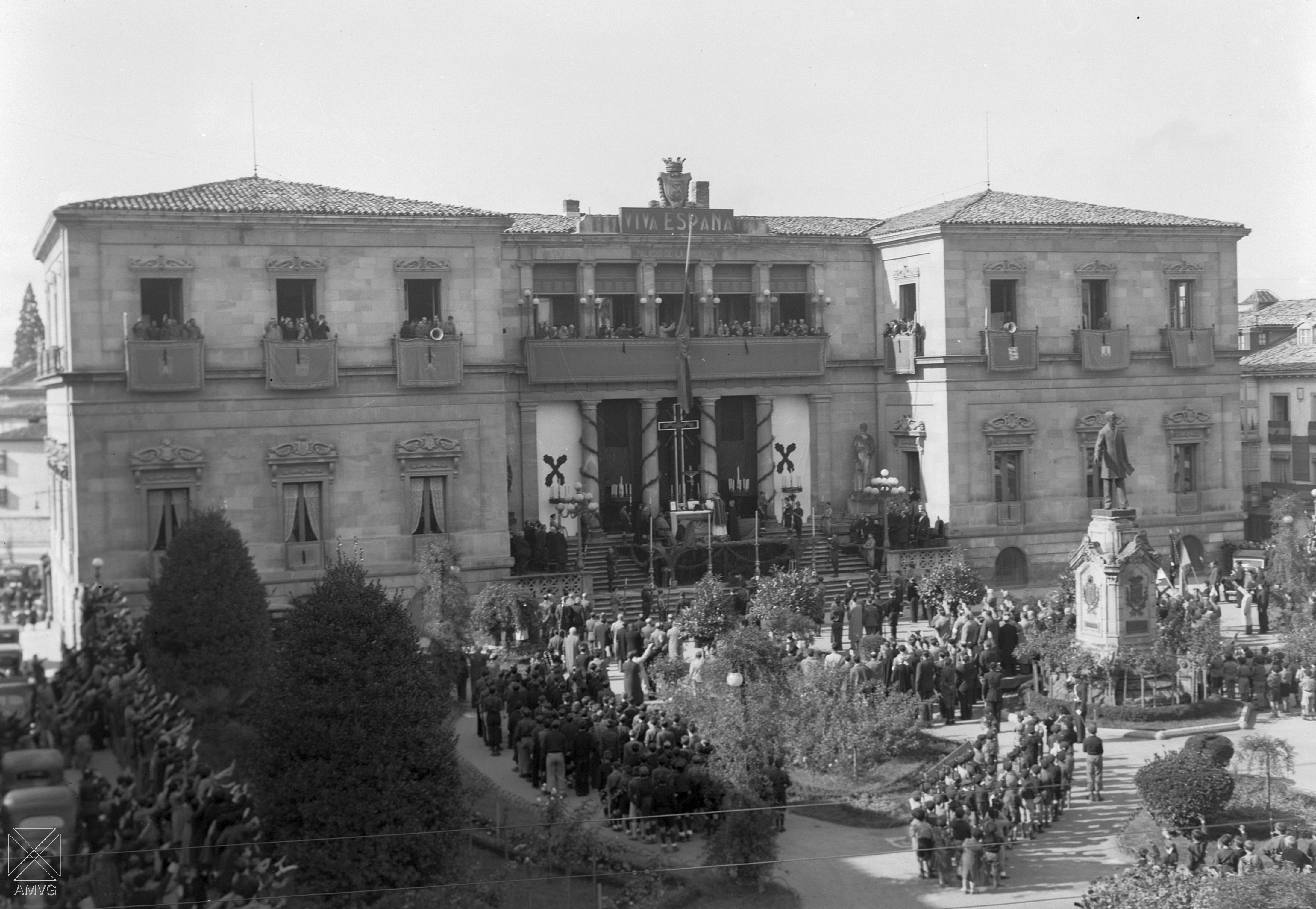
Homenaje a los caídos en la guerra civil española celebrado en la plaza

La plaza está delimitada por un lado por la calle de Vicente Goicoechea, mientras que al otro tiene un tramo que nace por un lado de la de la Diputación Foral y por el otro de la de la Fundadora de las Siervas de Jesús. También da al espacio el callejón de la Alberca Vieja. Aparece descrita en la Guía de Vitoria (1901) de José Colá y Goiti con las siguientes palabras:

Plaza de la Provincia.—Nombre primitivo. Se le dió este título en 1844. Principa en el final del callejón de la Alberca vieja, y concluye en la entrada de la calle de las Cercas altas.

La parte oriental de esta plaza está formada por el Palacio de la Diputación. Comenzó la construcción de esta magestuoso edificio el año 1833 terminándose hasta el primer piso en 1844, concluyéndose de construir el segundo piso en 1858. Toda la construcción es de piedra sillar y de estilo grecoromano, predominando los órdenes dórico, jónico y compuesto. El régio intercolumnio del ingreso está flanqueado por dos estátuas, represetando á los dos Diputados generales y preclaros patricios don Prudencio María de Verástegui y don Miguel Ricardo de Álava. El salón de sesiones es muy bello, y se halla adornado con un gran Cristo, de Ribera, el Españoleto, y seis bellas estátuas, obras del escultor vitoriano Carlos Imbert. Y en la capilla hay otros dos cuadros de Ribera, un san Pedro y un san Pablo. El autor del proyecto y director de las obras de este suntuoso edificio fué don Martín de Saracíbar. En el jardín principal del Palacio, que ocupa el centro de la plaza, se eleva la estátua de Moraza, en bronce.
(Colá y Goiti, 1901, pp. 51-54)

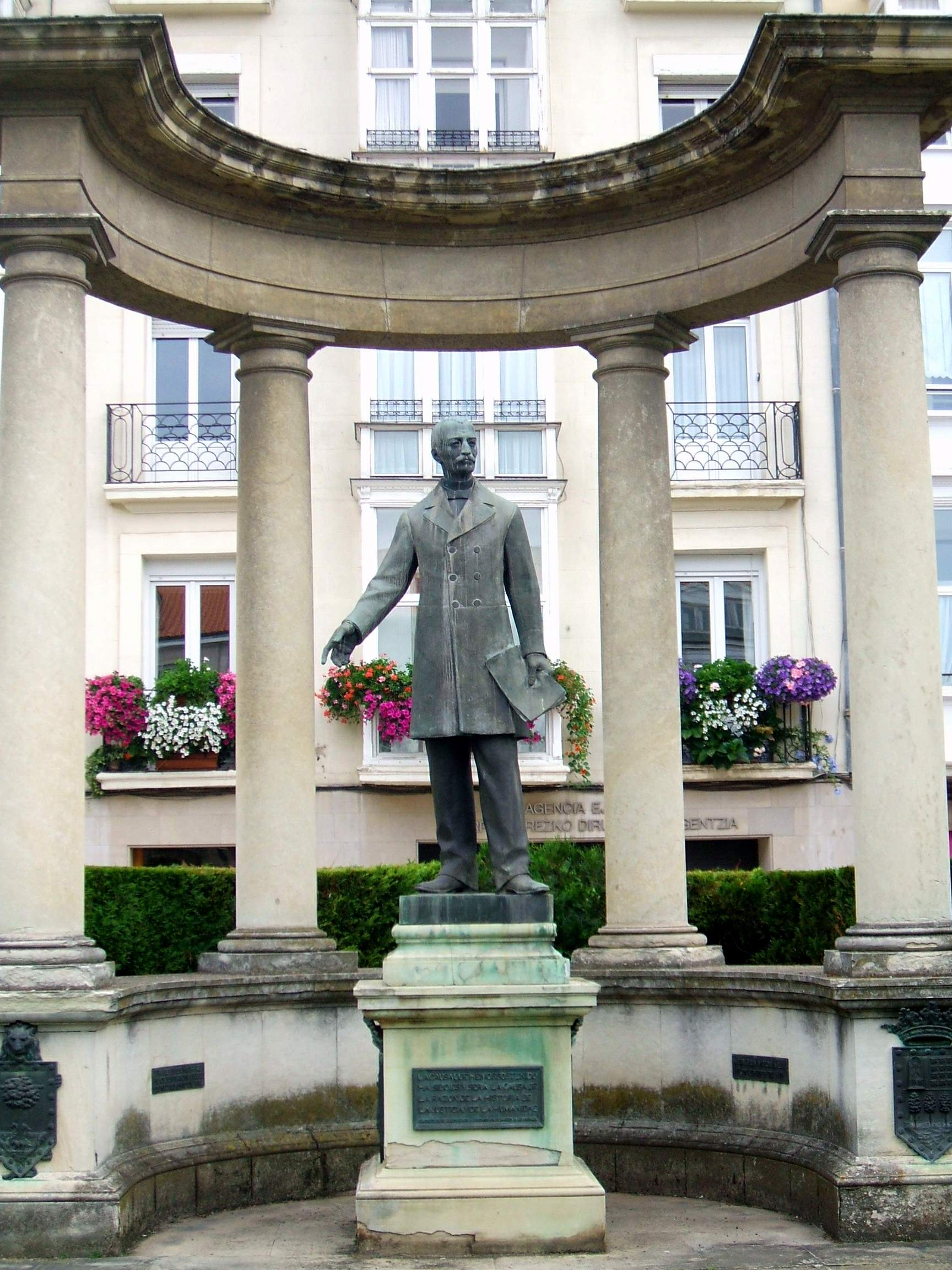
Estatua a Mateo Benigno de Moraza erigida en la plaza

Se aloja en la plaza el palacio de la Diputación Foral de Álava, sede de aquella institución y obra del arquitecto Martín de Saracíbar. Entre otros elementos, cuenta con dos estatuas, que representan las figuras de los diputados generales Prudencio María de Verástegui y Miguel Ricardo de Álava, talladas por el escultor Carlos Imbert. En el jardín que ocupa el centro de la plaza se erige también una escultura en bronce al político Mateo Benigno de Moraza. Además de diversas instituciones que se han alojado en el palacio, han tenido sede en la plaza varias delegaciones de la diputación, el Monte de Piedad, la Federación Alavesa de Estudiantes Católicos, el Hogar San Fernando, la Asociación de la Sagrada Familia, diferentes centros educativos, el Registro de la Propiedad, el Banco Popular de los Previsores del Porvenir, la Cooperativa Hidráulica Alavesa, una sociedad de nombre Unión Alavesa y otra llamada Veloz Club.